# Haematopus palliatus galapagoensis
El ostrero pío de las Galápagos (Haematopus palliatus galapagoensis) es una subespecie del ostrero pío americano (Haematopus palliatus),
El ostero pío americano es un ave perteneciente a la familia de los ostreros (Haematopodidae) que tiene dos subespecies: la nominal que vive en las costas del continente americano, desde el sur de los Estados Unidos hasta el norte de Chile, y esta subespecie que es endémica del archipiélago de las islas Galápagos, ubicado en el océano Pacífico.